# بالدو دلی اوبالدی (متروی رم)
بالدو دلی اوبالدی (ایتالیایی: Baldo degli Ubaldi) یک ایستگاه زیرزمینی در خط آ در متروی رم است که در خیابان بالدو دلی اوبالدی، در نزدیکی تقاطع خیابان بوناونتورا سرتی قرار دارد. این ایستگاه، به‌همراه سایر ایستگاه‌های بین واله اورلیا و باتیستینی، در ۱ ژانویهٔ ۲۰۰۰ تأسیس شد.

## خدمات
این ایستگاه دارای خدمات زیر است:
- دسترسی برای معلولین
- پله برقی